# Joan Jordán
Joan Jordán Moreno (* 6. Juli 1994 in Palamós) ist ein spanischer Fußballspieler auf der Position eines Mittelfeldspielers. Seit 2019 spielt er für den FC Sevilla und ist aktuell an Deportivo Alavés ausgeliehen.

## Karriere
Jordán begann seine Karriere bei Espanyol Barcelona. 2012 spielte er erstmals für die Drittligamannschaft. Sein Debüt für die Erstligamannschaft gab er am 2. Spieltag der 2014/15 gegen den FC Sevilla. 2016 wurde er für eine Saison an Real Valladolid verliehen. Im Anschluss wechselte er für zwei Saisons zu SD Eibar. Im Sommer 2019 schloss sich Jordán dem FC Sevilla an. Zur Saison 2024/25 wechselte er per Leihe zu Deportivo Alavés.

## Erfolge
FC Sevilla
- UEFA Europa-League-Sieger (2): 2020, 2023